# Thuidium brachythecium
Thuidium brachythecium är en bladmossart som först beskrevs av Georg Ernst Ludwig Hampe och Paul Pablo Günther Lorentz, och fick sitt nu gällande namn av Georg Friedrich von Jaeger 1878. Thuidium brachythecium ingår i släktet tujamossor, och familjen Thuidiaceae. Inga underarter finns listade i Catalogue of Life.